# Tatami

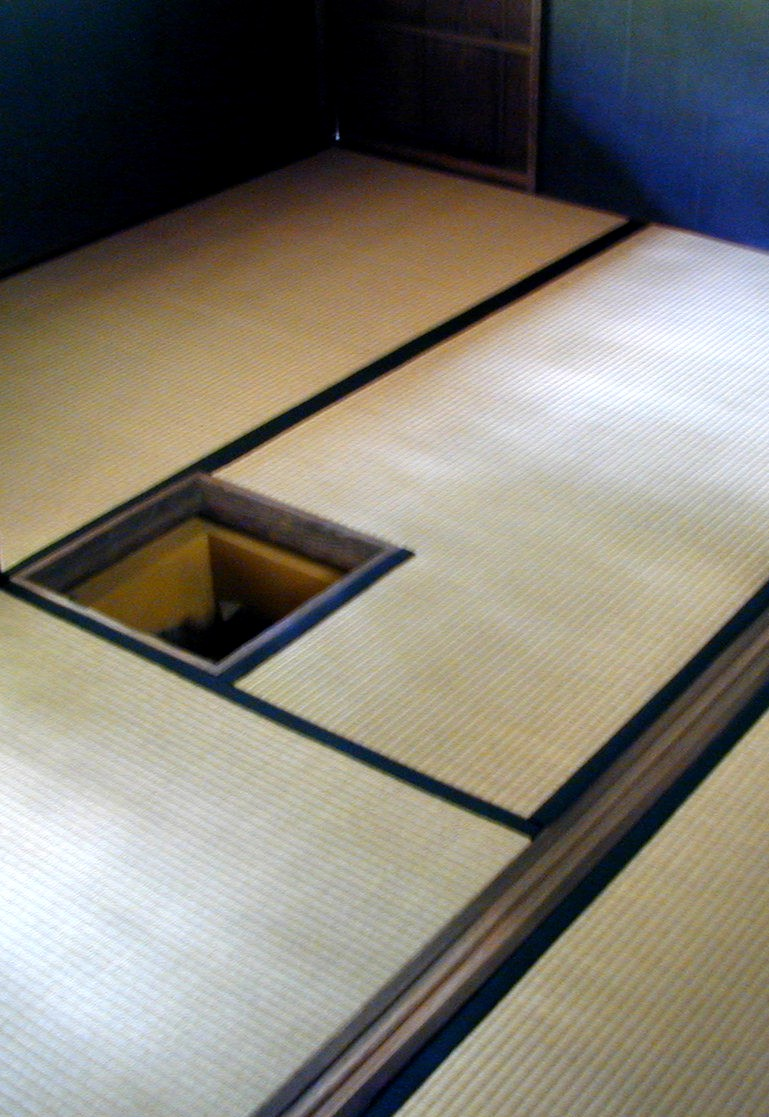
Tatami con ro e robuchi.

Il tatami (畳?) è una tradizionale pavimentazione interna giapponese composta da pannelli rettangolari modulari, costruiti con un telaio di legno o altri materiali rivestito da paglia intrecciata e pressata.
Nella nomenclatura giapponese, la stanza con pavimento di questo tipo viene chiamata washitsu (和室? "stanza giapponese"), in contrapposizione alla yōshitsu (洋室? "stanza occidentale") che presenta un altro tipo qualsiasi di pavimento.

## Caratteristiche

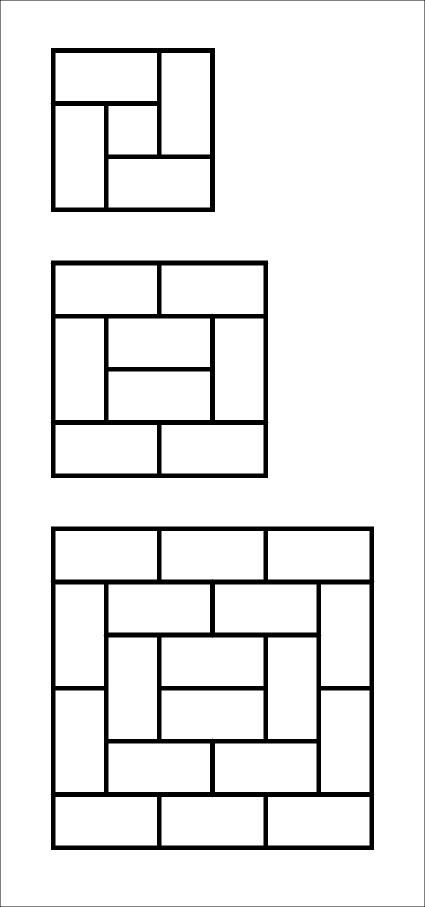
Tre disposizioni tradizionali di tatami. Quella in alto da quattro tatami e mezzo è tipica delle stanze per la cerimonia del tè.

Nonostante esistano delle varianti regionali più o meno differenziate per il metodo di intreccio, la decorazione e le dimensioni, i pannelli hanno sostanzialmente caratteristiche standard, il che rende di fatto il tatami un modulo proporzionale e un'unità di misura edile.
Solitamente la base di partenza è il tatamidoko (畳床?), ovvero un pannello di legno, compensato, truciolato o altro materiale ancora, che viene foderato con una stuoia detta tatamiomote (畳表?) e composta da un intreccio di paglia di giunco (イグサ?, igusa). I bordi sui lati lunghi sono orlati con una fettuccia larga di lino o cotone detta tatamiberi (畳縁?), che fino alla fine del periodo dello shogunato nel 1868 aveva anche uno scopo di indicazione di casta: i tatami su cui camminavano e si sedevano i nobili daimyō erano segnalati con tatamiberi ricamati multicolore, i dignitari avevano tatamiberi monocromi, mentre le persone comuni non lo avevano affatto.
Le dimensioni sono 2 sun di spessore per 3×6 shaku di area: lo shaku (尺?) è una unità di misura tradizionale giapponese pari a circa 303 mm, il sun (寸?) la sua decima parte da 30.3 mm, quindi le misure del tatami corrispondono a circa 60×910×1820 mm (area: 1,6562 m2), cioè orientativamente allo spazio occupato da una persona sdraiata. Ad esempio, la tipica stanza per la cerimonia del tè misura quattro tatami e mezzo (四畳半?, yon jō han): quattro disposti intorno e il mezzo al centro, a formare una stanza quadrata da 9×9 shaku.
La tipologia più comune di tatami è quella che misura 6 shaku sul lato lungo ed è chiamata edoma (江戸間? "dimensione di Edo"), presente in tutta la nazione e in particolare nel Giappone orientale da Tokyo (ex Edo) in poi, mentre la variante più diffusa è chiamata kyōma (京間? "dimensione di Kyoto") con lato da 6,3 shaku soprattutto nella zona occidentale da Kyoto in poi.

## Uso
Essendo rivestito di un materiale facilmente deteriorabile per abrasione quale la paglia, sul tatami è doveroso camminare senza scarpe di alcun tipo, ma solo con calze o a piedi nudi.
La tradizionale cerimonia del tè si svolge sui tatami, con un braciere appoggiato sopra o con una modifica di uno dei tatami ricavando, in un angolo, una buca quadrata con cornice laccata detta robuchi (炉縁?).
Nelle discipline sportive come il jūdō, il tatami era usato come materasso su cui cadere. Oggi i tatami agonistici sono realizzati solo con polimeri, hanno le due superfici colorate di rosso e verde, e i bordi seghettati per incastrarsi meglio fra loro.